# Hiraiwa Gaishi
Hiraiwa Gaishi  (japanisch  平岩 外四; geboren 31. August 1914 in Tokoname (Präfektur Aichi); gestorben 22. Mai 2007 in Tokio) war ein japanischer Finanzmanager und Unternehmer.

## Leben und Wirken
Hiraiwa Gaishi machte 1939 seinen Abschluss an der Universität Tokio im Fach Rechtswissenschaften. Danach nahm er eine Arbeit auf bei dem Unternehmen „Tōkyō Dentō“ (東京電燈) – heute  „Tōkyō Denryoku“ (東京電力) – international „Tepco“ genannt. Während des Zweiten Weltkrieges wurde er einberufen und einer Einheit im Neuguinea-Feldzug zugeteilt.
Nach Ende des Krieges konnte Hiraiwa in seine Firma zurückkehren. 1976 wurde er Präsident von Tepco, 1984 Vorstandsvorsitzender, 1993 Berater und 2002 Ratgeber. Während dieser Zeit war er von 1990 bis 1994 7. Vorsitzender der „Business Federation“ (heute „Japan Business Federation“, japanisch kurz „Keidanren“, (日本経済団体連合会, Nihon keizai dandai rengo-kai)) genannt. Während seiner Amtszeit als Vorsitzender entstand 1991 die „Global Environment Charter“ (企業行動憲章; Kigyō kōdō kenshō). Weiter erreichte er 1993 die Abschaffung der Spendenvermittlung an die Politik (政治献金斡旋, Seiji kenkin assen).
Darüber hinaus wurde unter Hiraiwas Leitung unter dem Motto „Unternehmen und Gesellschaft gehören zusammen“ der „Keidanren Nature Conservation Fund“ (経団連自然保護基金, Keidanren shizen hogo kikin)  gegründet. Von Juni 2000 bis Mai 2006 war er Berater des Kaiserlichen Hofamtes. Er galt als eifrigster Leser der Geschäftswelt, er hatte zu Hause eine Bibliothek von mehr als 20.000 Büchern.
Hiraiwa wurde 1994 „Orden der Aufgehenden Sonne 1. Klasse“ und 2006 mit dem „Paulownia-Orden“  (桐花大綬章, Tōka daiju shō) ausgezeichnet.